# Сантьяго Ессе
Сантьяго Ессе (ісп. Santiago Hezze, нар. 22 жовтня 2001, Буенос-Айрес, Аргентина) — аргентинський футболіст, опорний півзахисник грецького клубу «Олімпіакос».

## Ігрова кар'єра

### Клубна
Сантьяго Ессе є вихованцем столичного клубу «Уракан». У 2019 році футболіст був внесений до заявки першої команди. Дебютну гру в основі Ессе провів у лютому 2020 року. Починаючи з наступного сезону Сантьяго зайняв постійне місце в основі команди.
Влітку 2023 року футболіст перейшов до грецького «Олімпіакоса», з яким підписав контракт до 2028 року. Першу гру у новій команді Ессе провів 24 серпня 2023 року в рамках кваліфікації Ліги Європи.

### Збірна
У 2021 році Сантьяго Ессе брав участь у матчах олімпійської збірної Аргентини.

## Титули
- Чемпіон Греції (1):

«Олімпіакос»: 2024–25
- Володар Кубка Греції (1):

«Олімпіакос»: 2024–25
- Переможець Ліги конференцій УЄФА (1):

«Олімпіакос»: 2023–24
Індивідуальні
- Гравець місяця грецької Суперліги: квітень 2024

## Особисте життя
Сантьяго Ессе є племінником колишнього аргентинського футболіста Антоніо Мохамеда. Бабуся Сантьяго була полькою. Сам футболіст у січні 2024 року отримав польський паспорт.